# بولشوی کینل
بولشوی کینل (به لاتین: Bolshoy Kinel) یک رود در روسیه است که در استان اورنبورگ واقع شده‌است.